# Sergio Alfredo Gualberti

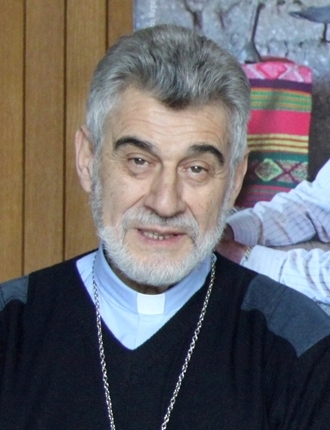
Sergio Alfredo Gualberti als Koadjutorerzbischof von Santa Cruz de la Sierra (2012)

Sergio Alfredo Gualberti Calandrina (* 8. November 1945 in Clusone, Provinz Bergamo) ist ein italienischer Geistlicher und emeritierter römisch-katholischer Erzbischof von Santa Cruz de la Sierra.

## Leben
Sergio Alfredo Gualberti empfing am 26. Juni 1971 das Sakrament der Priesterweihe.
Am 6. Mai 1999 ernannte ihn Papst Johannes Paul II. zum Titularbischof von Arsacal und bestellte ihn zum Weihbischof in Santa Cruz de la Sierra. Der Erzbischof von Santa Cruz de la Sierra, Julio Terrazas Sandoval CSsR, spendete ihm am 22. Juli desselben Jahres die Bischofsweihe; Mitkonsekratoren waren der Apostolische Nuntius in Bolivien, Erzbischof Rino Passigato, und der Bischof von Bergamo, Roberto Amadei. Am 28. September 2011 ernannte ihn Papst Benedikt XVI. zum Koadjutorerzbischof von Santa Cruz de la Sierra.
Am 25. Mai 2013 wurde Sergio Alfredo Gualberti in Nachfolge von Julio Kardinal Terrazas Sandoval, der aus Altersgründen zurücktrat, Erzbischof von Santa Cruz de la Sierra.
Papst Franziskus nahm am 22. April 2022 das von Sergio Alfredo Gualberti aus Altersgründen vorgebrachte Rücktrittsgesuch an.